# Загатуй
Загату́й (бур. Загаһата) — деревня в Баяндаевском районе Иркутской области России. Административный центр муниципального образования «Курумчинский». Находится примерно в 22 км к юго-западу от районного центра.

## Происхождение названия
Название Загатуй происходит от бурятского загаhатай — «рыбный».

## Население
По данным Всероссийской переписи, в 2010 году в деревне проживал 671 человек (338 мужчин и 333 женщины).

## Инфраструктура
Средняя общеобразовательная школа, детский сад, дом досуга, библиотека, врачебная амбулатория, стадион.

## Известные люди
- Модогоев, Андрей Урупхеевич (1915 — 1989) — советский государственный и партийный деятель, первый секретарь Бурятского обкома КПСС в 1962 — 1984 гг., уроженец улуса Загатуй.
- Жабон Бато Жаргалович (ум- 1955) С 1938 по 1954 гг. работал директором Загатуйской средней (неполной) школы, в 1953 году награждён Орденом Ленина.

- Баймеев Виктор Васильевич

Родился в улусе Хиней 4 декабря 1938г. Баяндаевского района Иркутской области.
Выпускник Загатуйской средней школы, образование высшее (БГПИ, спорт.фак.)
Мастер спорта СССР. 
Заслуженный тренер России.
Многократный чемпион Бурятии по вольной, греко-римской и бурятской борьбе.
Чемпион зоны Сибири и Дальнего Востока по бурятской и тувинской борьбе.
Первый бурятский борец вольного стиля, завоевавший серебряную медаль чемпионата России (г. Ижевск 1966г), серебряный призер Чемпионата России (г. Новосибирск 1966г.), победитель первенства ЦС ДСО «Буревестник»  (г. Кисловодск1965г.) 
Первый чемпион Сур –Харбана в абсолютном первенстве по бурятской борьбе.
Чемпион Мира среди ветеранов 1994г. (в г.Рим.)
Серебряный призёр Чемпионата Мира среди ветеранов (г. София 1995г.)
- Иванов Казимир Исакович. Родился в 1945 году в с. Хиней Эхирит-Булагатского района Иркутской области.

После окончания Бурятского государственного педагогического института работал в школах города Улан-Удэ. С 1981-2015 г.  директор средней школы № 49, со дня ее основания.
Казимир Исакович активно участвует в общественной жизни города и республики, избирался депутатом Октябрьского районного, Улан-Удэнского городского советов депутатов, а также Верховного Совета Республики Бурятия.
За заслуги в области образования ему присвоены почетные звания «Заслуженный учитель школы РСФСР», «Заслуженный работник физического воспитания Республики Бурятия», является отличником народного просвещения РСФСР, в 2005 году награжден Почетным знаком г. Улан-Удэ «За заслуги перед городом».
Основание для присвоения звания «Почетный гражданин г. Улан-Удэ»- Решение сессии Улан-Удэнского городского Совета депутатов от 8 июня 2006г. № 418-46